# Kamenný vrch
Kamenný vrch – szczyt w paśmie Jesioników, w kraju ołomunieckim, w Czechach. Jego wysokość wynosi 952 m n.p.m. Na szczycie znajduje się pokaźna skała fyllitowa, z której roztacza się widok na grzbiet Wysokiego Jesioniku, okolice Šumperku oraz Sobotína.